# Коконопряд клеверный
Коконопряд клеверный (лат. Lasiocampa trifolii) — бабочка семейства Коконопряды.

## Описание

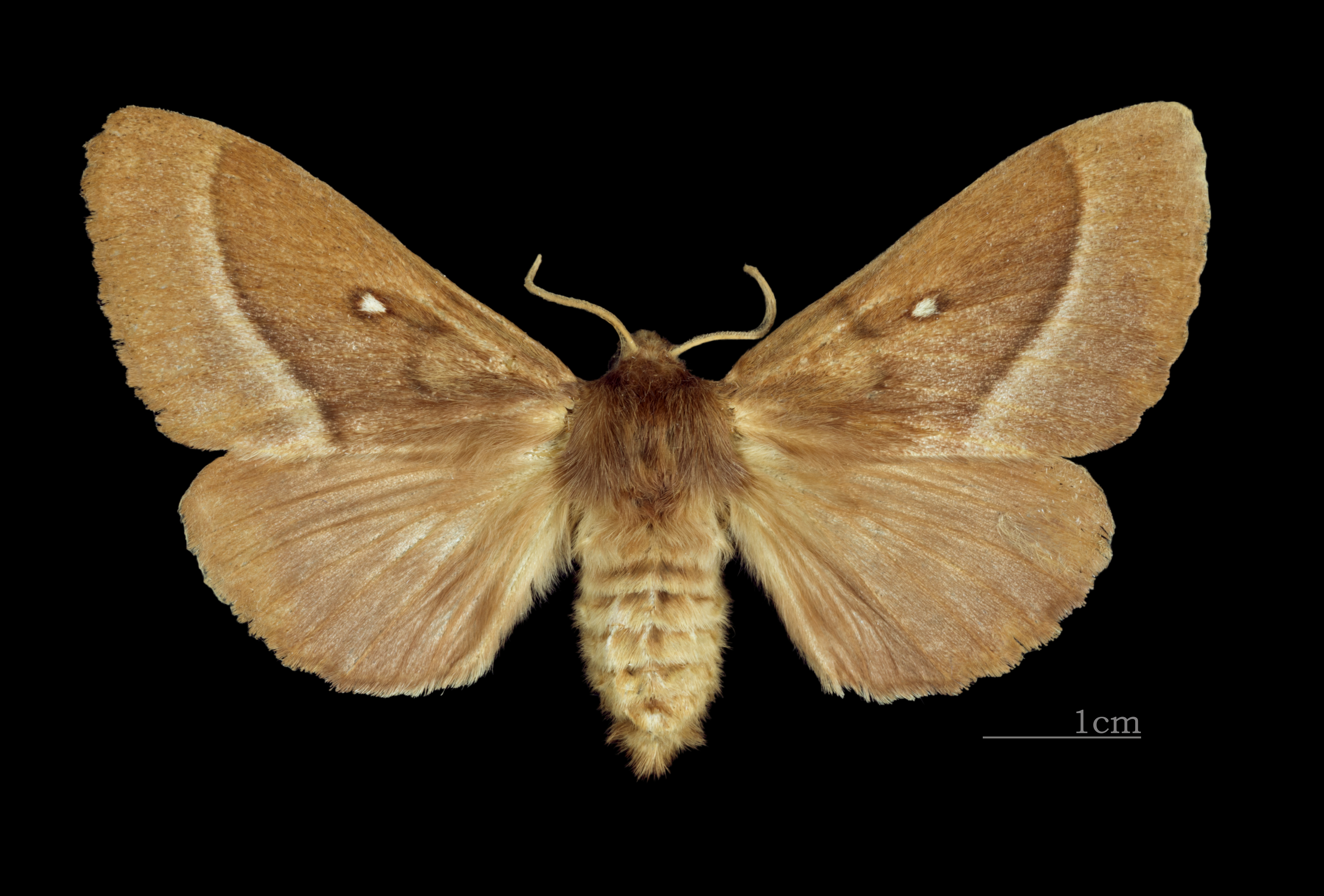
Самка

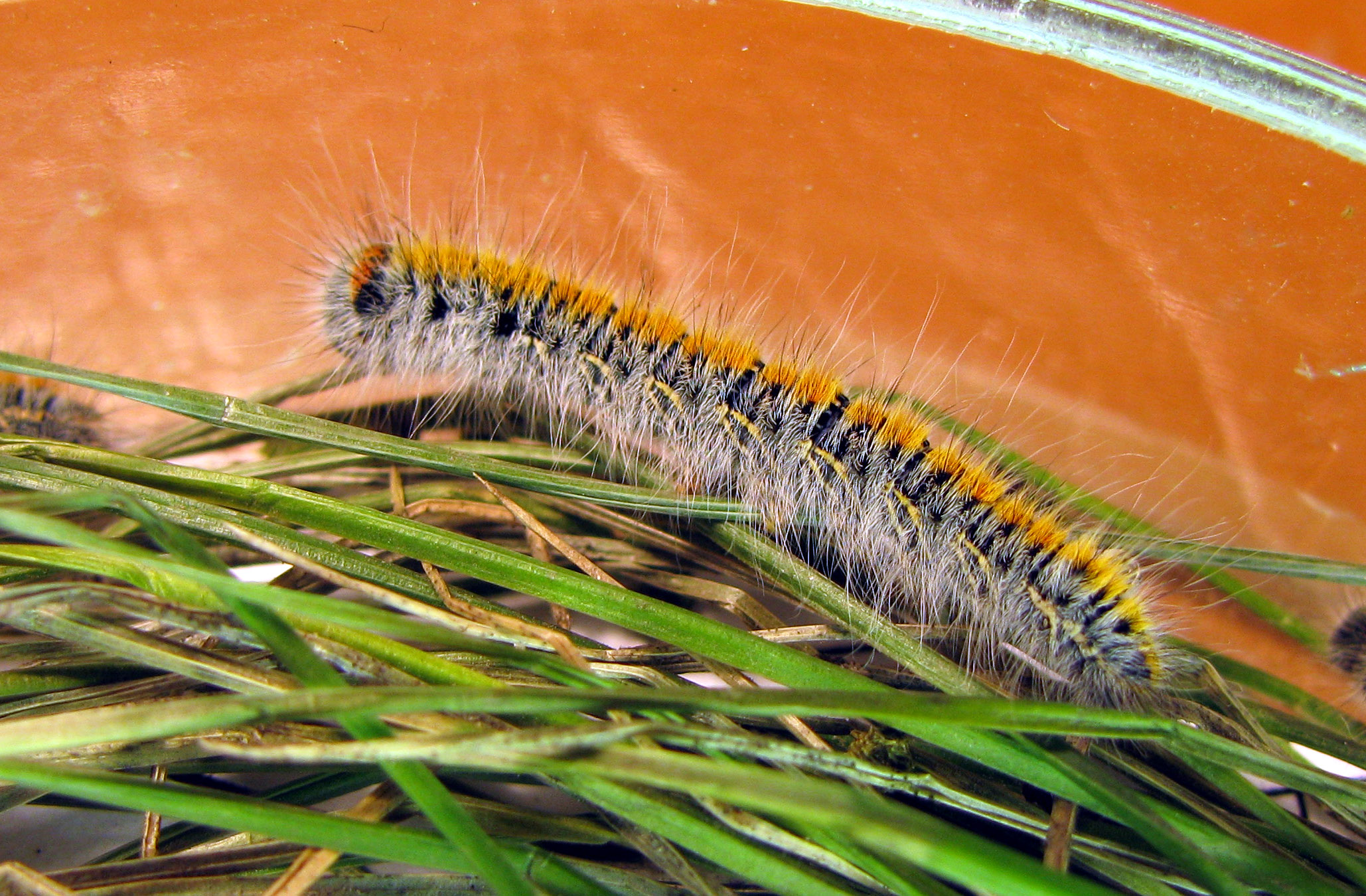
Гусеница клеверного коконопряда

Выражен половой диморфизм. Самка крупнее самца. Длина переднего крыла 19—31 мм. Основной фон коричнево-охристый. Крылья со светлой перевязью, которая имеет размытые края с внешней и чёткие — с внутренней стороны. На передних крыльях эта перевязь смещена к внешнему краю, а на задних крыльях обычно отсутствует.

## Ареал
Вид широко распространен от Западной Европы и Северной Африки до Якутии, включая Крым, Кавказ, Малую Азию, Среднюю Азию, юг Западной Сибирь, Предбайкалье, Восточное Забайкалье, юг-запад Якутии. В европейской части России встречается кроме севера.

## Биология
Время лёта в августе и начале сентября. Самцы наиболее активны днем, до полудня. Самки же активны с наступлением сумерек и ранним утром, и чаще самцов прилетают на искусственные источники света.
Гусеница предпоследнего возраста оранжево-серая, позже становятся бурой; сходна с гусеницей коконопряда дубового, но светлые отметины на боках имеют вид двойных косых штрихов. Питаются гусеницы на травянистых бобовых (клевер, дрок) и злаках, реже на ивах.